# Alex Silva
Pour les articles homonymes, voir Alex Silva (football) et Silva.
Alexander Freitas  est un catcheur canadien né le 23 janvier 1990 à Montréal, Québec au Canada.

## Carrière

### Début de carrière (2004-2011)
Après avoir été formé par son père, Freitas a fait ses débuts en 2004 pour Paul Leduc's FLQ promotion. Initialement, Freitas a adopté le nom de ring de Sean Simmons, mais très vite commencé à lutter sous le nom d'Alex Silva. Il a passé des années à venir aux prises principalement au Québec, mais aussi aventuré dans les États-Unis à lutter en Hawaï, Atlanta, Wisconsin et à Chicago.
Le Août 1er 2011, Silva a été défait par Brodus Clay dans un dark match avant Raw. La nuit suivante, il a utilisé le nom de Pat Silva dans une deuxième défaite à Clay, qui a été enregistré pour l'épisode de cette semaine de WWE Superstars.
Tout au long de 2010 et 2011, Silva fait des apparitions pour la Ring of Honor, et essuie des défaites contre  Michael Elgin, Roderick Strong, Tommaso Ciampa et Mike Mondo.

### Ohio Valley Wrestling (2010-2013)
Silva a fait ses Débuts à la Ohio Valley Wrestling le 17 novembre 2010.le 11 décembre, Silva a remporté le OVW Television championship en battant Mohamad Ali Vaez. Sa victoire fait de lui le plus jeune champion Télévision de l'histoire de cette fédération. Il a gardé le championnat pendant 46 jours avant de le perdre à nouveau contre Vaez le 26 janvier 2011. Le 9 novembre, Silva défait Rocco Bellagio pour gagner le OVW Television championship pour la deuxième fois. Il a tenu le championnat pendant sept jours, avant de le perdre contre Adam Revolver le 16 novembre. Le 12 septembre, il bat Ryan Howe pour gagner le OVW Television championship pour la troisième fois. Il a perdu son titre contre Cliff Compton le 10 octobre. Après avoir perdu le titre de la télévision, il a commencé à faire équipe avec le nouveau venu Sam Shaw. Le 1er décembre, lui et Shaw battent Jessie Godderz et Switchblade Rudy pour remporter les OVW Southern Tag Team Championship.

### Total Nonstop Action Wrestling (2011-2013)
Le 15 novembre 2011, Silva a lutté dans un dark match pour la Total Nonstop Action Wrestling, perdant contre Austin Aries.Il a gagné un contrat à la Tna lors du Gut Check challenge par deux voies contre un. Le non de Ric Flair a peut-être été influencé par le fait que Silva faisait woo avant que Ric Flair prenne sa décision.
Lors de One Night Only: X-Travaganza 2013, il perd contre Christian York dans un Xscape Elimination Match qui comprenait également Jimmy Rave, Lince Dorado, Matt Bentley, Puma et Sam Shaw. Lors de One Night Only: Joker's Wild 2013, Hernandez et lui perdent contre Devon et DOC lors du premier tour du Joker Wild Tournament.
Le 5 juin 2013, le profil de Silva a été retiré de la page du Roster de la TNA.

### Top Of The World (2013-...)
Le 1er décembre 2013 il fait sa première apparition à la TOW en attaquant Surfeur Mitch lors du match de ce dernier contre Volkano

## Palmarès
- Ohio Valley Wrestling
  - 3 fois OVW Television Championship
  - 2 fois OVW Southern Tag Team Championship avec Sam Shaw
- Total Nonstop Action Wrestling
  - Vainqueur du TNA Gut Check